# Kilburn National 27·11·90
Kilburn National 27·11·90 è un album live degli Snuff pubblicato nel 1995.

## Tracce
1. Somehow – 4:55
2. Porro – 2:36
3. Hairy Womble – 3:11
4. City Crusty Attacked By Soap – 2:51
5. The Damage Is Done – 2:22
6. I See – 4:44
7. What Kind Of Love? – 2:21
8. Hazy Shade Of Winter – 2:00
9. Day Of The PX's – 1:15
10. Do Nothing – 3:42
11. Too Late – 3:39
12. Win Some, Lose Some – 3:45